# Robert de Caix de Saint-Aymour
Pour les articles homonymes, voir Caix de Saint-Aymour.

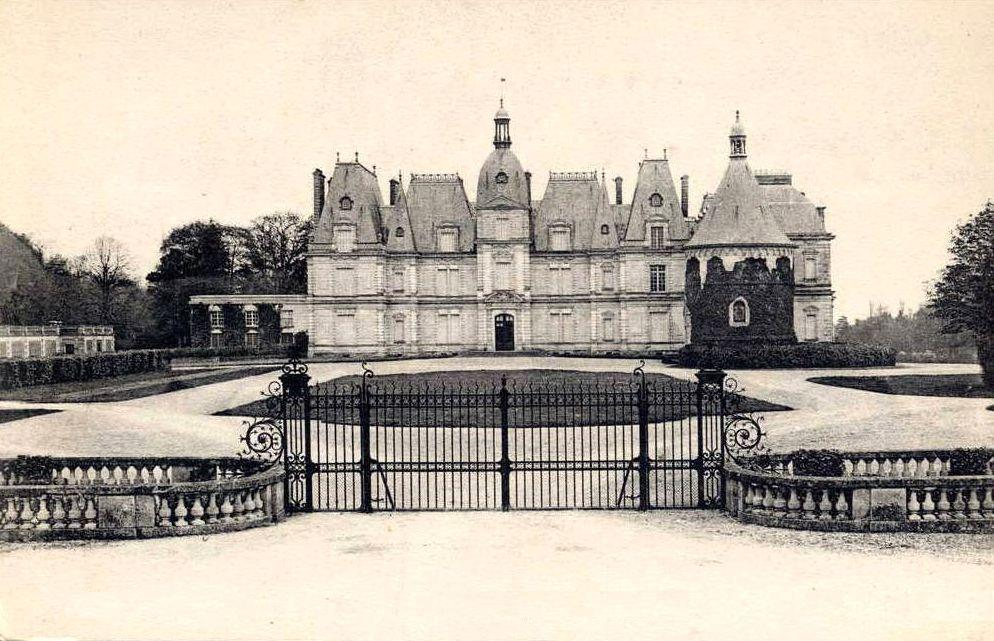
Château d’Ognon où Caix a passé son enfance.

Robert Louis Ernest Marie de Caix de Saint-Aymour, né le 5 février 1869 à Paris (Seine) où il est mort le 12 mars 1970, est un journaliste, homme politique, écrivain et diplomate français. C'est une des personnalités historiques ayant participé à la naissance du mandat français en Syrie et au Liban après la Première Guerre mondiale. Il fut Haut-commissaire de la République française au Levant par intérim de 1922 à 1923.
Membre éminent du parti colonial, il contribua à son évolution : d'abord essentiellement « africain » sous l'époque d'Eugène Étienne, il devint plus nettement « asiatique » ou « syrien ». Défenseur du mandat français en Syrie, il fut choisi pour devenir le collaborateur civil du général Gouraud, le nouveau Haut-Commissaire en Syrie et au Liban en 1919. Avant sa nomination en tant que secrétaire général du Haut-Commissariat à Beyrouth. Puis devient lui-même haut-commissaire par intérim en 1922.
Entre 1919 et 1923, Robert de Caix joue un rôle clé dans la négociation des intérêts français au Levant, participant à des discussions stratégiques avec  Mustapha Kemal et l’émir Fayçal.

## Biographie

### Enfance et éducation
Robert Louis Ernest Marie de Caix de Saint-Aymour, né le 5 février 1869 à Paris (Seine) au 79 boulevard Hausmann. Seul fils de l'historien et archéologue Amédée de Caix de Saint-Aymour, portant le titre de courtoisie de vicomte, il passe son enfance dans le domaine familial du château d'Ognon. Il s'intéresse très tôt à la politique, ayant grandi dans un pays humilié par la défaite de la guerre franco-prussienne de 1870 et par la perte de l’Alsace-Lorraine.
Après avoir effectué ses études primaires à l’école Fénelon et au lycée Condorcet, il se prépare au baccalauréat avec l’ambition affirmée d'intégrer le ministère des Affaires étrangères. Toutefois, ses échecs répétés (il échoue deux fois à l'examen) nourrissent en lui une forme de modestie tout en renforçant sa détermination. Il étudie finalement à l'École libre des sciences politiques de la rue Saint-Guillaume à Paris où il sort diplômé de la section diplomatique et s'oriente rapidement vers une carrière de publiciste. Cependant, la ruine de son père perturbe quelque peu ses ambitions professionnelles. En 1893, bien qu'il obtienne la troisième place au concours du Quai d'Orsay, il choisit de renoncer à une carrière consulaire, qu'il juge alors moins prestigieuse que la diplomatie et s'oriente vers le journalisme.

### Début de carrière
Sa première expérience significative dans le domaine du journalisme se fait en tant que rédacteur en chef du Journal de Senlis, avant qu’il intègre, après recommandation d'Émile Boutmy, l’équipe du quotidien national le Journal des Débats, où il est chargé des questions diplomatiques. Soucieux comme son père de comprendre le monde et de voyager, il commence sa formation pratique avec un séjour en Amérique (1894‑1897). Il prend alors conscience des relations compliquées entre l’Amérique du Nord et Cuba et s’ouvre d’autant plus aux questions impériales et à l’expansion ultramarine qu’il voit en elles un moyen de préparer la revanche de la France sur l’Allemagne. C’est là, probablement sous l’égide de son directeur, Georges Patinot, qu'il prend contact avec tous les ténors de l’expansion coloniale française.
À partir de 1896 et 1897, il devient l’un des chroniqueurs attitrés de l’organe principal du parti colonial en se spécialisant plus particulièrement dans le récit de ses propres voyages, et il se voit chargé des chroniques diplomatiques. Il enseigne également à l’École libre des sciences politiques. Comme tous les autres membres du réseau colonial français, il est membre de plusieurs organismes coloniaux comme la Société de géographie de Paris, la Société d’histoire des colonies françaises, la Ligue coloniale française, le Comité France-Amérique et le Comité de l’Océanie française. Il participe activement à redorer l’image de la France dans le monde. De 1898 à 1909, il effectue de nombreux voyages en Asie et est promu en 1901 comme rédacteur en chef du Bulletin du Comité de l'Asie française. Au début des années 1900, il se lie avec Philippe Berthelot, secrétaire général du quai d'Orsay, qui lui ouvre les portes du ministère des Affaires étrangères et entretient une correspondance avec le maréchal Lyautey. À l’instar de Lyautey, il conçoit la perte de la terre égyptienne comme la preuve de l’incapacité de la France à prendre en considération l’action des hommes de bonne volonté (Lesseps). Combinant absolument tous les aspects de « l’expérience de la création d’une domination naissante et la pratique des choses de Paris », la conquête du Maroc constitue une immense école de formation pour Robert de Caix. La diplomatie, la finance, la capacité d’action de l’armée et la propagande par voie de presse ont agi de concert pour imposer la France au Maroc. Il accomplit de nombreuses missions d’études à l’étranger: de 1898 à 1902 en Tunisie, en Algérie, au Maroc et dans le sud-Oranais pour le compte du Comité Afrique Française puis aux États-Unis, Canada et à Terre-Neuve pour la Société de Géographie et le journal Les débats, au Siam, en Indochine, en Chine, en Corée et en Mandchourie de 1902 à 1903.
L'engagement de Robert de Caix en faveur du Levant se renforce après 1912, une année clé où la France, à la croisée de ses ambitions orientales, fait face à des enjeux stratégiques décisifs. Ce moment correspond à une réconciliation au sein des factions du « parti colonial », jusque-là divisées par des questions religieuses, qui s'unissent face aux menaces grandissantes des puissances britanniques et allemandes en Turquie, ainsi qu'à la montée des tensions provoquées par les guerres balkaniques. Fort de cette dynamique, Robert de Caix, aux côtés d'autres intellectuels et publicistes, participe à la formulation d'un discours revendicatif sur la Syrie, qui se transforme au fil du conflit sous l'effet conjugué des pressions britanniques sur l'Orient et des ambitions françaises concernant la « Grande Syrie », comprenant la Cilicie et la Palestine. Au cours de cette période, après son départ du Journal des Débats en 1915 et une mission temporaire en Russie, il perfectionne ses compétences en matière de presse et de propagande, notamment à travers sa participation aux Bulletins de Propagande français créés par son ami Philippe Berthelot au Quai d'Orsay. Secrétaire du Comité d’action française en Syrie, il prend position en faveur du démembrement de l'Empire ottoman dès le début du conflit. L’ensemble de ces démarches intellectuelles et politiques alimente les négociations qui mènent aux accords Sykes-Picot de mai 1916, dans lesquels François Georges-Picot, consul de France à Beyrouth et membre influent du lobby colonial, joue un rôle déterminant. Robert de Caix s’impose alors comme un rassembleur des différentes factions du mouvement colonial, défendant la prééminence de la France en Syrie et en 1916, il est nommé secrétaire du Comité d’action en Syrie.
À cette époque, il est déjà bien introduit au Quai d’Orsay, où ses relations avec des diplomates influents tels que Jean Gout, Emmanuel de Margerie, et Henri Ponsot lui permettent de se faire reconnaître comme un acteur clé de la réflexion sur le Levant. Son rôle à la Maison de la presse, un centre de réflexion rattaché au ministère des Affaires étrangères, lui donne l’occasion de contribuer activement à l’élaboration des stratégies françaises en Orient. Inspiré par les principes impérialistes et soucieux de répondre aux préoccupations diplomatiques de ses confrères, Robert de Caix développe une vision de l’Orient comme un « agrégat de municipes », un espace où la France devrait exercer son rôle d’arbitre et de protectrice des intérêts chrétiens, tout en consolidant son influence face aux ambitions des autres puissances européennes et au déclin de l’Empire ottoman.

### Première Guerre Mondiale
Dans le numéro de décembre 1914 de L’Asie française, et se basant sur la récente perte de territoires de l'Empire Ottoman, Robert de Caix affirme qu’une province perdue par la Porte est également perdue pour l'influence française et affirme que la disparition de l'Empire empêcherait le retour des positions acquises par la France . Selon lui, la France doit profiter de l'éradication des intérêts allemands pour s'assurer les concessions de chemins de fer entre le Taurus et la région d’Alep. Ses revendications se concentrent sur le maintien de l'Empire ottoman, avec des mesures comme le rétablissement des capitulations et des réparations pour les établissements français affectés par la guerre. Trois mois plus tard, Robert de Caix inspire, un article important qui définit la position du Comité de l’Asie française après l'opération alliée des Dardanelles. Il défend une politique visant à forcer les Détroits et occuper la capitale ottomane. Le Comité estime que le maintien du régime ottoman doit être accompagné d'avantages pour la France, notamment en Syrie et dans les régions voisines. La France doit obtenir des droits similaires à ceux des Britanniques en Mésopotamie et des Russes en Arménie, en matière de chemins de fer, de travaux publics et de contrôle administratif. Le Comité rejette l'idée d’une compensation aux visées russes sur Constantinople et insiste pour que les compensations se trouvent au Levant.
Le 21 avril 1915, lors d'une réunion du comité, Robert de Caix propose d'envoyer des résolutions au Quai d'Orsay, mettant en avant des revendications précises concernant les lieux saints et les territoires à attribuer à la France dans l'Empire ottoman. La France doit obtenir des avantages équivalents à ceux de la Russie et de la Grande-Bretagne, et ne peut se contenter de promesses vagues obtenues du cabinet britannique. En août 1915, le Comité de l’Asie française demande une revendication claire de la part de la France sur la Syrie, la Cilicie, et les régions voisines, y compris la Galilée, la Transjordanie, et une partie de l'ancienne Judée. Les lieux saints du Hedjaz devraient bénéficier d’un régime international, et la France, la Grande-Bretagne et la Russie y seraient représentées à part égale. La Syrie, en particulier, doit être suffisamment vaste pour couvrir ses propres dépenses et résister aux influences des puissances voisines.

### Mandat français en Syrie et au Liban

#### Établissement du mandat
Avant d'être nommé secrétaire général du Haut-Commissariat à Beyrouth, Robert de Caix avait été chargé par Phillippe Berthelot de négocier avec l'émir Fayçal sur les enjeux du Moyen-Orient, dans le but de contrer les ambitions britanniques. Bien que l'Union sacrée fût affichée, les tensions persistaient entre la tendance « syrienne », favorable à une politique arabe, et la tendance « libaniste », qui soutenait une présence maronite centrée sur le Liban. La première était défendue par Clemenceau, partisan de l'anticléricalisme et de l'anticolonialisme. À l'inverse, les revendications maronites recevaient peu d'attention du gouvernement français, tandis que les critiques du « parti colonial », notamment celles de Robert de Caix, étaient plus influentes, surtout après les négociations entre Fayçal et Clemenceau à la fin de 1919.

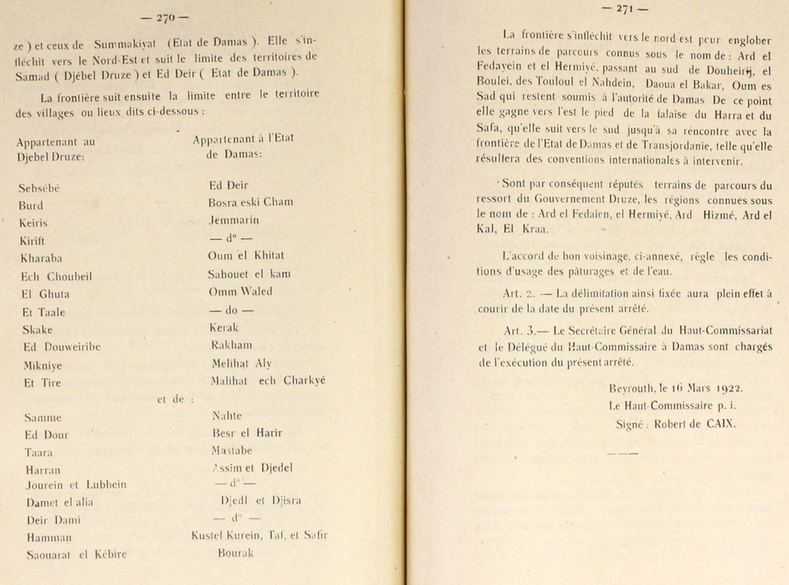
Frontières de l'État des Druzes.

Les élections législatives de 1919, marquées par la victoire de la droite, influencèrent la politique au Levant. Clemenceau se retire, ouvrant la voie aux interventionnistes. En juillet 1920, le royaume arabe de Fayçal est dissous, et la Syrie est divisée en plusieurs États, tandis que le Grand-Liban est créé le 1er septembre 1920. Cette politique, soutenue par le gouvernement et la chambre, satisfait particulièrement les milieux catholiques français et confirme le succès du projet « libaniste ». Robert de Caix notait, le 26 janvier 1920 :
« C’est la politique britannique en Syrie qui nous a imposé Faysal. Nous savons quelle avait été l’attitude des Chérifiens à notre égard et que les agents britanniques avaient encouragée. Ceux-ci ont eu une politique arabe accentuée et opiniâtre, inspirée peut-être au début par l’arabophilie réelle de personnages comme Sir Mark Sykes et le colonel Lawrence, mais qui, en tout cas et continuellement, a été utilisée par les Anglais en Syrie comme l’instrument d’un impérialisme acharné à notre éviction. [...] Quoi qu’il en soit, dans la lettre écrite en octobre 1915 par Sir Henry Mac Mahon au Chérif Hussein et qui est la base des obligations de l’Angleterre envers les Arabes, les droits de la France sur la Syrie réduite au littoral sont vaguement réservés tandis que ceux de l’Angleterre l’étaient d’une manière très précise sur la plus grande partie de la Mésopotamie où les vilayets de Bassorah et de Bagdad devaient expressément être soumis au contrôle administratif britannique […] »
Conscient des enjeux complexes, Robert de Caix se contente souvent d’être un conseiller dans ce contexte trouble. Tout en étant bien informé des rivalités coloniales entre la France et la Grande-Bretagne, il reste admiratif des méthodes britanniques. Il se distingue par sa lecture partisane de la situation, fondée sur une logique de puissance coloniale, et voit dans sa fonction un moyen de « contrôler » la Syrie, selon un principe de gouvernance directe. S’appuyant sur l’accord Clemenceau-Faysal de janvier 1920, qui accepte l’indépendance future de la Syrie sous certaines conditions, il initie la recherche de « conseillers » européens et arabes destinés à organiser les administrations civiles et militaires.
À son arrivée en Syrie, Robert de Caix, bien qu'inquiet des possibles empiétements militaires sur ses prérogatives en tant que secrétaire général du Haut-Commissariat est assez vite rassuré. Collaborateur civil du Haut-Comissaire Gouraud, leur relation remonte à 1904, et les deux hommes se retrouvent à plusieurs reprises au Maroc en 1911 et 1912. Bien qu’il se reconnaissent, lui et Gouraud, initialement comme ignorant en matière d’administration, qu’elle soit française ou syrienne, Robert de Caix doute de ses compétences. Ce travail administratif, auquel il se consacre malgré tout, ne l’enchante pas au début, d’autant plus qu’il perçoit que Paris impose des décisions à Gouraud sans le consulter. Toutefois, il se passionne rapidement pour l'organisation de la Syrie, car le principe du mandat, tel qu’élaboré par le général Smuts, laisse une marge d'interprétation considérable.
Cependant leurs relations se tendent progressivement. Robert de Caix, ambitieux, ne se contente pas de seconder Gouraud, mais cherche à exercer une influence directe sur la gestion de la Syrie, ce qui conduit à des tensions, et Gouraud doit lui rappeler ses obligations hiérarchiques. Cependant, il revient à Robert de Caix d’être l’architecte principal de la politique française au Levant, y compris de la structure politique du mandat. Contrairement à certains de ses prédécesseurs, comme Berthelot, Massignon ou Lyautey, qui soutenaient une politique arabe fondée sur la majorité musulmane, Robert de Caix défend une politique favorable à la minorité chrétienne, en particulier maronite, répondant ainsi aux attentes des conservateurs catholiques du parti colonial. Régnant en maître sur l’ensemble des fonctionnaires français, il doit à ce titre intervenir dans les querelles, d’abord sans gravité, qui mettent aux prises cléricaux et anticléricaux. On lui doit la paternité de la politique française au Levant comme la structure politique du mandat français.
Après la recréation du Liban, Robert de Caix organise le Grand-Liban en quatre sandjaks et deux municipes autonomes de Beyrouth et Tripoli. Père fondateur du système confessionaliste libanais, il fait promulguer l’arrêté du 10 mars 1922 relatif à l’élection des membres du Conseil représentatif qui portait d’ailleurs sa signature: il stipule que le Conseil représentatif est élu au suffrage universel, à deux degrés, combinant représentation communautaire et représentation territoriale, système toujours presque inchangé au Liban en 2023 et cela bien que le général Maurice Sarrail tenta de modifier cet équilibre.

Il introduit une rupture avec les idées préexistantes en rejetant les aspirations à l'unité arabe portées par Fayçal, préférant instaurer un système fédéraliste qui accorde une place prééminente aux chrétiens. Selon l'historienne Julie d'Andurain, Robert de Caix n’a pas eu la volonté d’appliquer le principe du « diviser pour mieux régner » en Syrie:
« En ayant certes le souci de maintenir la domination française, il a tenté de mettre en place une formule originale inspirée par l’Indirect Rule britannique tout en l’adaptant aux réquisits de Genève. Soutenu par une partie des élites militaires françaises (Gouraud et, avec quelques nuances, Catroux), son projet est diversement apprécié par les élites locales, contesté par les nationalistes arabes mais aussi par ceux à qui il est censé profiter, les Libanais. Robert de Caix échoue finalement faute de trouver un soutien réel auprès du pouvoir parisien. Il quitte donc la Syrie en 1923 assez largement désabusé, mais se voit offrir le poste de représentant français à la Commission des mandats. »
Cette politique, bien qu'efficace à court terme, porte en elle les germes d’une résistance future à la tutelle mandataire. Robert de Caix est fermement attaché à l’indépendance du Liban dans ses frontières de 1920. Et il s'oppose, dès 1921, à ceux qui veulent revenir sur le partage de la Syrie en plusieurs entités autonomes et instituer une fédération syro-libanaise dont les chrétiens du Liban ne veulent à aucun prix. Il s'oppose notamment à l'union économique proposée par le général Gouraud. Il s'oppose à la laïcisation de l'éducation au Liban.

#### Incident des «Mousquetaires au couvent»
En janvier 1921, pendant que le général Gouraud est en France, Robert de Caix assure l’intérim de Haut-Commissaire à Beyrouth. À cette occasion, une troupe de théâtre présente la pièce Les Mousquetaires au couvent, ce qui provoque l’intervention du père Chanteur. Ce dernier demande l’interdiction de la représentation, arguant que si les musulmans tolèrent la moquerie des moines, ils craignent qu’il en soit de même pour leurs propres autorités religieuses, les muftis et les qadis. Conscient du potentiel de manipulation des groupes catholiques français, capables de déclencher une manifestation interconfessionnelle, de Caix prend des mesures pour désamorcer le conflit. Il charge le commandant Trabaud, gouverneur du Grand-Liban, de réunir des notables musulmans pour leur faire comprendre l’absurdité de la situation et leur expliquer qu'ils sont instrumentalisés par les Jésuites. La pièce se joue finalement sans incident majeur, bien que quelques jeunes excités soient repoussés par la police à l’entrée du théâtre. Cependant, l’organe des Jésuites, Le Béchir, publie un article intitulé « ignominie et dévergondage », accusant les soldats français présents d’avoir agressé de jeunes gens défendant leur foi. En réponse, Robert de Caix ordonne une suspension immédiate de la publication pour quatre jours. Dans une lettre à Albert Kammerer, il commente la situation avec une rare précision : 
« Il fallait qu’un jour ou l’autre éclatât un petit conflit entre le Haut-Commissariat et la vieille colonie française dirigée par les Jésuites, qui ne supportent pas de voir que le représentant de la France n’est plus le consul traditionnellement chargé de défendre les intérêts des ressortissants, mais un représentant du pouvoir qui doit maintenir l’ordre. »
Il souligne l’incapacité des Jésuites à saisir que, bien que cet incident soit absurde, il n’altère en rien l’importance fondamentale pour la France de soutenir les initiatives qui ont cimenté sa culture dans la région. De Caix identifie également les forces susceptibles d'exploiter cet incident, sans se laisser influencer par les tensions internes, qu’elles proviennent des Jésuites ou d'autres factions. Il perçoit bien que, si l'antagonisme sur des questions de morale chrétienne peut être secondaire, il devient préoccupant lorsqu’il touche aux enjeux politiques et institutionnels des pays sous mandat. Cependant, et jusqu’en 1924, les tensions entre cléricaux et anticléricaux ne perturbent pas le fonctionnement de l’administration du mandat au Grand-Liban. La présence de figures influentes comme Robert de Caix et le commandant Catroux aux côtés du général Gouraud garantit une direction ferme, loin de toute influence cléricale. Un exemple de cette stabilité est l’échec des Jésuites de l’université Saint-Joseph, qui avaient tenté de faire fermer l’université arabe de Damas. Cette initiative est vigoureusement soutenue par Catroux, qui réussit à obtenir le soutien du général Gouraud pour préserver l’établissement.

#### L'après Gouraud
À partir de 1923, alors que la France poursuit une politique de réduction de ses budgets, en particulier ceux de l'armée, qui était la seule structure administrative capable de gérer la Syrie selon les normes du Haut-Commissionariat, Robert de Caix et le général Gouraud cherchent des solutions locales en tenant compte des avis des autorités de Damas et d'Alep. Malgré ses efforts, Robert de Caix exprime régulièrement son mécontentement, se plaignant de vivre dans un "pays de chicanes". Il se désole du manque de financement pour attirer des fonctionnaires civils ou des officiers de renseignement compétents en Syrie et de la difficulté à rémunérer adéquatement les "délégués", ces nouveaux experts de la Fédération.
En conséquence, il critique fréquemment certains fonctionnaires français, qui, selon lui, ne comprennent pas l'esprit du mandat qu'il aspire à mettre en place, et constate que les hiérarchies locales reviennent systématiquement à une administration directe, malgré ses demandes. Face aux multiples blocages, qu'ils proviennent de la hiérarchie parisienne ou des autorités locales, Robert de Caix initie une politique de reports des réunions du Conseil fédéral, ce qui marque un abandon progressif de l'esprit du mandat, bien qu'il continue à se présenter comme son principal garant, un "souffleur de l'esprit du mandat".
Quand Gouraud quitte la Syrie en 1923, Robert de Caix pense être le mieux placé pour succéder à Gouraud, mais le gouvernement français préfère nommer le général Weygand, plus apte à gérer les risques de déstabilisation de la région. Désillusionné de ne pas avoir succédé à Gouraud comme haut-commissaire ou d'avoir été nommé à une fonction diplomatique, Robert de Caix sert brièvement sous le général Weygand. Toutefois, épuisé par trois années de travail intense, il est également mélancolique à l'idée de devoir abandonner une mission à laquelle il s'est consacré tout en ressentant un certain soulagement de se voir libéré d'une tâche qu'il jugeait de plus en plus irréalisable.
Après un séjour à l'hôpital en raison d'un épuisement, il obtient, avec le soutien du ministère des Colonies, une nomination à la délégation française à la Commission des mandats en mai 1923. Cela lui permet de continuer à œuvrer pour la Syrie, à laquelle il a déjà consacré "sept ou huit années" de sa vie, tant comme publiciste avant 1919 que comme secrétaire général depuis lors.

### Carrière diplomatique
Éloigné du pouvoir en Syrie, Robert de Caix, de Genève ou des bureaux du Quai d’Orsay où il a conservé de solides amitiés et une très réelle influence. Il est alors nommé délégué français à la Commission permanente des mandats à la Société des Nations, à Genève, de 1924 à 1939. Robert de Caix s’affirme comme le principal théoricien de la politique orientale de la France pendant l'entre-deux-guerres, en poursuivant sa vision de fractionnement des nations, notamment pour les territoires arabes. En juin 1924, après un contact avec M. Rappart et Sir Eric Drummond à Genève, il se fait rapidement remarquer pour son expertise sur la politique orientale de la France, notamment sur l’idée du fractionnement des États arabes, conforme à la pensée de la Société des Nations et du lobby colonial français dirigé par Albert Sarraut. Cependant, il découvre vite que ses convictions s’opposent à la réalité géopolitique, en particulier en ce qui concerne la montée de la résistance syrienne. La révolte druze de 1925 devient le point de rupture. Ce soulèvement, qui trouve ses origines dans la confirmation du mandat en 1922, se transforme en un défi majeur pour la France, notamment après des erreurs politiques telles que celles commises par le général Sarrail.
À la fin des années 1920, ses lettres adressées à sa femme, Marthe de Caix, témoignent d’une évolution notable de sa pensée : l’optimisme qui le caractérisait au début laisse place à un regard de plus en plus cynique et désabusé envers la politique et ses acteurs. Cette nouvelle perspective se traduit par son efficacité redoutable dans le sabotage des projets de Sarrail, notamment après le départ d’Édouard Herriot et le retour du duo Briand-Berthelot aux Affaires étrangères en avril 1925. L’aversion personnelle qu’il ressent à l’égard de Sarrail, semblable à celle qu’il nourrissait pour Clemenceau, le pousse à s’allier avec Verchère de Reffye, tout comme il l’avait fait avec le général Gouraud. Ce dernier, clérical et opposé à Sarrail, mène à Beyrouth, au sein même du Haut-Commissariat, une sédition discrète mais active, et ce dès janvier 1925, jusqu’à son départ en congé diplomatique le 10 juin de la même année. Dans cette période marquée par des intrigues internes au sein du Haut-Commissariat, Robert de Caix profite de son rôle d'intérimaire pour renouveler les contrats de nombreux collaborateurs non fonctionnaires, assurant ainsi leur fidélité. Parmi les bénéficiaires de ce renouveau administratif se trouve un certain Charles du Paty de Clam, qui se voit ainsi gratifié de la confiance de l’influente hiérarchie du Haut-Commissariat.

À la fin du mois d’avril, le Quai d’Orsay est saisi des projets de réforme. Philippe Berthelot, perplexe, consulte Robert de Caix et Verchère de Rèffye. Pendant les deux mois de mai et juin, les trois hommes s’efforcent de convaincre Aristide Briand des dangers que présentent les réformes envisagées par Sarrail. Le ton monte. Le Haut-Commissaire finit par accepter de conserver la représentation confessionnelle mais refuse de revenir sur sa nouvelle organisation administrative. La date des élections approche et le Quai d’Orsay tarde à envoyer des directives. Sarrail s’impatiente. Philippe Berthelot finit par télégraphier: 
« Votre secrétaire général est actuellement en congé, il doit arriver sous peu à Paris. Nous nous entretiendrons avec lui de la question [...] En attendant, veuillez envisager pour la consultation électorale prochaine au Liban le maintien de l’ancien système. Pour l’avenir, M. de Reffye vous fera connaître nos vues. » 
C’en est trop. Sarrail répond qu’il demande, avec la dernière instance, à se séparer de ce collaborateur. Provisoirement, on accède à sa demande : Reffye ne reviendra à Beyrouth qu’avec Henry de Jouvenel et entretemps les élections, à l’ancien système, auront lieu au mois de juillet 1925. Dans une lettre datée du 5 septembre 1929, il exprime sa déception envers Aristide Briand, qu’il décrit comme un homme cherchant à « finir en grand homme », mais sans véritable vision. Néanmoins, l’échec de Sarrail est total. Il a perdu la confiance d’Aristide Briand qui lui retire dès lors toute responsabilité dans l’élaboration du statut organique des États du Levant, confiée à une commission de juristes et de diplomates et présidée par le député Paul-Boncour. Le Haut-Commissaire a cependant obtenu, au mois de mai, l’envoi sur place d’une mission parlementaire d’enquête auprès des élites syriennes et libanaises, présidée par Auguste Brunet, député de La Réunion. Chacun connaît les affinités politiques qui unissent le député radical au Haut-Commissaire : les travaux de la mission parlementaire ne vont guère susciter qu’ironie et sarcasme dans les milieux hostiles à Sarrail qui grossissent de jour en jour.
En parallèle, à Genève, Robert de Caix est confronté à un flot de pétitions syriennes demandant l'indépendance et à l'opposition croissante des Libanais envers la présence française. À mesure que ses projets se voient contrecarrés par d’autres experts mandataires, il devient de plus en plus désabusé. Sa pensée, jadis audacieuse et constructive, se transforme en une vision de plus en plus cynique de la politique et de ses représentants. Il déplore la montée de l’incompétence et de l’autosatisfaction au sein de l'administration française et des fonctionnaires qu'il critique sévèrement.
En 1926, il découvre le peuple acadien lors d'un de ses nombreux voyages. Il participe à de nombreuses réunions afin d'établir de nouveaux liens entre la France et l'Acadie et participe, avec l'historien français Émile Lauvrière, à la fondation du Comité France-Acadie.

### Fin de vie
Il se marie le 10 août 1910 avec Marthe Zoé Michel de Boislisle, fille d’Arthur Michel de Boislisle, historien, administrateur du domaine de Chantilly.
Au début des années 1930, son discours se fait plus radical et critique, notamment envers les fonctionnaires du mandat français en Syrie. Son regard sur la politique coloniale se durcit, et à partir de 1948, marqué par des problèmes de santé et une perte de vision après 1958, Robert de Caix achève sa vie dans un profond désenchantement. Conscient de l’échec de la politique française en Syrie, il exprime parfois des regrets amers, notamment en ce qui concerne l’implication de la France dans la colonisation et les conséquences tragiques qu’elle a engendrées pour la région.
Journaliste, il participe de 1952 à 1969 aux débats de certaines émissions d'actualités, ou d'histoire de l’ORTF, participant par exemple à l'émission d'actualités Cinq colonnes à la une, où il donne, par exemple, ses observations sur la décolonisation, la crise de Suez, l'évolution du monde arabe, etc.
Il meurt à l'âge de 101 ans.

## Décorations
- Officier de la Légion d'honneur (décret du 22 février 1921), Chevalier par décret du 21 juillet 1906[15].
- Ordre du Mérite 1re classe (décret du 30 mai 1929)[16].

## Publications
- Chronique politique et parlementaire. États-Unis (6 novembre 1894-4 mars 1897), F. Alcan, 1897
- results Le Transsaharien et le Congrès de Géographie d'Alger, Paris : [s.n.], 1899.
- Fachoda: la France et l'Angleterre, Libr. Africaine & coloniale, 1899
- Terre-Neuve Saint-Pierre et le French-Shore: la question des pêcheries et le Traité du 8 avril 1904, Société française d'imprimerie et de librairie, 1904
- avec Édouard de Laboulaye, results Les chemins de fer de Chine, Paris, E. Larose, 1911.
- Commentaires sur les observations de la commission au sujet du rapport sur la situation en Syrie et au Liban en 1924 et du rapport provisoire sur la situation de ces territoires en 1925, présentés par le représentant accrédité de la France, Societé des Nations, 1926
- Textes choisis
- La Syrie, Société de l'histoire nationale, Plon, 1931
- Une tutelle coloniale: le mandat français en Syrie et au Liban : écrits politiques de Robert de Caix, Paris : Belin, 2006.